# Otto Kade (Übersetzungswissenschaftler)
Otto Adolf Wenzel Kade (* 28. März 1927 in Friedland im Isergebirge, Tschechoslowakei; † 2. November 1980 in Eichwalde) war ein deutscher Übersetzungswissenschaftler und zusammen mit Gert Jäger und Albrecht Neubert ein bedeutender Vertreter der „Leipziger Schule“.

## Leben
Otto Kade besuchte in den Jahren 1933 bis 1943 die Volksschule in Friedland (Frýdlant) sowie das Realgymnasium und die Oberschule Reichenberg, ehe er sich 1943 als Flakhelfer zur Flak in Berlin dienstverpflichtete und 1944 zum Reichsarbeitsdienst nach Freitelsdorf bei Radeburg einberufen wurde. 1945 geriet er als Soldat in britische Kriegsgefangenschaft. Nach seiner Entlassung war er bis 1946 als Dolmetscher beim Národní výbor in Frýdlant tätig, dann wurde er in die SBZ nach Bautzen ausgesiedelt. Dort arbeitete er zunächst als Lehrer und unterrichtete vor allem Russisch, u. a. am Institut für Lehrerbildung in Meißen. Am Deutschen Pädagogischen Zentralinstitut (DPZI) in Berlin absolvierte er 1950 Qualifizierungslehrgänge und wurde im selben Jahr stellvertretender Leiter der Pädagogischen Fachschule für Russisch sowie Fachschuldozent.
Zwischen 1950 und 1970 war er als Simultan- bzw. Konferenzdolmetscher und Leiter von Sprachmittlerkollektiven der DDR auf Parteitagen, Kongressen und internationalen Tagungen im In- und Ausland tätig. Den endgültigen Übergang zur Übersetzungswissenschaft vollzog er, als er 1956 eine Dozentur am neugegründeten Dolmetscherinstituts der Karl-Marx-Universität Leipzig erhielt und zum stellvertretenden Institutsdirektor ernannt wurde. Hier wurde er sehr durch den Institutsleiter Albrecht Neubert unterstützt, mit dem er später zu den Vertretern der Leipziger Schule zählte.
Von 1957 bis 1961 war er Direktor und von 1965 bis 1969 stellvertretender Direktor am Dolmetscher-Institut der Philologischen Fakultät der Karl-Marx-Universität Leipzig. Von 1969 bis 1980 war er Leiter der slawisch-deutschen Übersetzungswissenschaft der Sektion Theoretische und Angewandte Sprachwissenschaften der Karl-Marx-Universität Leipzig.

## Wirken
Otto Kade nahm im Laufe seines Lebens zahlreiche einflussreiche Positionen nicht nur im Rahmen seiner translationswissenschaftlichen Tätigkeit ein. So war er von 1957 bis 1960 Mitherausgeber der Fachzeitschrift „Fremdsprachen“ für Theorie und Praxis der Sprachmittlung und von 1957 bis 1974 stellvertretender Chefredakteur derselben. Kade war Mitglied der Sektion Dolmetscher beim Staatssekretariat für das Hoch- und Fachschulwesen der DDR (1965–1967) und des Präsidiums des Friedensrates der DDR (1965–1980).
Kades Dissertation zum Thema „Subjektive und objektive Faktoren im Übersetzungsprozeß“, die möglicherweise erste übersetzungswissenschaftliche Dissertation in Deutschland, erschien 1968 als Beiheft 1 zur Zeitschrift „Fremdsprachen“ unter dem Titel „Zufall und Gesetzmäßigkeit in der Übersetzung“. Er versuchte hierin, die Grenzen einer rein linguistischen Betrachtungsweise des Übersetzungs- und Dolmetschprozesses zu überwinden, was einen fundamentalen Beitrag zu einer allgemeinen Translationstheorie darstellte.
Seine 1980 veröffentlichte Habilitationsschrift hatte das Thema „Die Sprachmittlung als gesellschaftliche Erscheinung und Gegenstand wissenschaftlicher Untersuchung“. Darin unternahm Kade einen Versuch, Gegenstand, Aufgaben und Ziele der Übersetzungswissenschaften anhand einer wissenschaftlichen Analyse der Sprachmittlung zu bestimmen.
Kade war derjenige, der vorschlug, sein Fach „Translationswissenschaften“ zu nennen. Er erlebte nicht mehr, wie sich seine Anregung durchsetzte.

## Die Leipziger Schule
Otto Kade war zusammen mit Gert Jäger und Albrecht Neubert ein bedeutender Vertreter der Leipziger Schule der Übersetzungswissenschaften. Bei dieser Schule handelt es sich um eine Äquivalenzlehre, in der die Übersetzungswissenschaft als Teildisziplin der kontrastiven Sprachwissenschaft begriffen wird. Das Ziel der Übersetzungswissenschaft besteht hier darin, auf der Basis eines Vergleichs der Sprachsysteme eine „Übersetzungsgrammatik“ zu erstellen, an die sich ein Übersetzer zu halten hatte.
Den Prozess der Translation begreift Kade als eine zweisprachige Kommunikation, in der der Translator als „Zwischenglied“ fungiert, hier zwischen dem Sender (S) und Empfänger (E). Aufgrund der Tatsache, dass S und E im Rahmen des Übersetzungsprozesses nicht über den gleichen Kode (die gleiche Sprache) verfügen, nimmt der Translator (T) vor, was Kade einen Kodierungswechsel nennt. Diesen Prozess teilt er in drei verschiedene Phasen auf: In Phase 1 ist der Translator (T) der Empfänger (E) eines vom Sender (S) produzierten oder gesendeten Textes in der Ausgangssprache (L1). Phase 2 besteht in der Umkodierung, dem Kodierungswechsel, durch den Translator (T), den „Kodeumschalter“. Schließlich kommuniziert in Phase 3 der Translator (T) als sekundärer Sender (S') mit dem Zieltextempfänger (E').
Die Leipziger Schule prägte viele der heute verwendeten Begriffe der Übersetzungswissenschaft.

## Publikationen (Auswahl)
- Kommunikationswissenschaftliche Probleme der Translation, Leipzig 1968.
- Zufall oder Gesetzmäßigkeit in der Übersetzung, Leipzig 1968.
- Studien zur Übersetzungswissenschaft, Leipzig 1971.
- (Hrsg.), Sprachliches und Aussersprachliches in der Kommunikation, Leipzig 1979.
- Die Sprachmittlung als gesellschaftliche Erscheinung und Gegenstand wissenschaftlicher Untersuchung, Leipzig 1980.